# Quissac (Lot)
Quissac é uma comuna francesa na região administrativa de Occitânia, no departamento de Lot. Estende-se por uma área de 25,17 km². Em 2010 a comuna tinha 111 habitantes (densidade: 4,4 hab./km²).